# Oligostigma centrimacula
Oligostigma centrimacula là một loài bướm đêm trong họ Crambidae.